# Crotalus campbelli
La serpiente de cascabel de Campbell (Crotalus campbelli) es una especie de serpiente de la familia Viperidae. El nombre de la especie está dedicado a Jonathan A. Campbell.

## Descripción
Presencia de escamas intercantales, escamas preoculares infrecuentemente divididas, 150-154 escamas ventrales en machos y 147-152 en hembras. 31-32 subcaudales en machos y 22-26 en hembras. Cascabel pequeño (ancho proximal del cascabel 11.0-14.6% del largo de la cabeza). Cola larga (9.1-11.0% de la longitud total del cuerpo en machos y 7.5-8.9 % en hembras). Interespacios claros entre las manchas dorsales y laterales. Vientre muy moteado. Cascabel proximal oscuro y también debajo de la cola. Usualmente una escama individual grande anterior intercantal.

## Distribución
Esta especie es conocida del oeste de Jalisco y la Sierra de Manantlán en el sur de Jalisco y noroeste de Colima.

## Hábitat
Habita en áreas abiertas rocosas dentro de bosque de montaña. Mucho de estos bosques están cubiertos con remanentes parches de bosque mesófilo de montaña.